# Cosimo Ferro
Cosimo Ferro (Milánó, 1962. június 8. –) olimpiai bronzérmes olasz párbajtőrvívó.